# Pachycephalopsis hattamensis
A Pachycephalopsis hattamensis  a madarak osztályának verébalakúak (Passeriformes) rendjébe és a cinegelégykapó-félék (Petroicidae) családjába tartozó faj.

## Rendszerezése
A fajt Christian Erich Hermann von Meyer német természettudós írta le 1874-ben, a Pachycephala nembe Pachycephala hattamensis néven.

## Alfajai
- Pachycephalopsis hattamensis hattamensis (A. B. Meyer, 1874)
- Pachycephalopsis hattamensis ernesti E. J. O. Hartert, 1930
- Pachycephalopsis hattamensis insularis Diamond, 1985[2]

## Előfordulása
Új-Guinea szigetén, Indonézia és Pápua Új-Guinea területén honos. Természetes élőhelyei a szubtrópusi vagy trópusi síkvidéki és hegyi esőerdők. Állandó, nem vonuló faj.

## Megjelenése
Testhossza 15 centiméter, testtömege 33-35 gramm.

## Életmódja
Rovarokkal táplálkozik.

## Természetvédelmi helyzete
Az elterjedési területe nem nagy, egyedszáma viszont stabil. A Természetvédelmi Világszövetség Vörös listáján nem fenyegetett fajként szerepel.